# Giacomo
Giacomo (auch Giaccomo) ist ein italienischer männlicher Vorname.

## Herkunft
Giacomo leitet sich von dem lateinischen Namen Iacomus, aus dem ebenfalls der Name James hervorgegangen ist, ab. Iacomus wiederum ist eine Variante des Namens Iacobus, aus dem der Name Jakob hervorging. Weitere italienische Varianten des Namens "Jakob" sind Giacobbe und Jacopo.

## Namensträger

### A
- Giacomo Acerbo (1888–1969), italienischer Agrarwissenschaftler und Politiker
- Giacomo Agostini (* 1942), italienischer Motorradrennfahrer
- Giacomo Aimoni (* 1939), italienischer Skispringer
- Giacomo Albanese (1890–1947), italienischer Mathematiker
- Giacomo Alberione (1884–1971), italienischer römisch-katholischer Priester und Ordensgründer
- Giacomo Alberti († nach 1335), italienischer Kardinal
- Giacomo Alberti (1896–1973), Schweizer Architekt
- Giacomo Almirante (1875–1944), italienischer Schauspieler
- Giacomo Amari († 1997), italoamerikanischer Mobster der US-amerikanischen Cosa Nostra und Mitglied der DeCavalcante-Familie
- Giacomo Amato (1643–1732), Architekt des Spätbarock in Rom und auf Sizilien
- Giacomo Antonelli (1806–1876), Kardinalstaatssekretär des Kirchenstaates
- Giacomo Aula (* 1967), italienischer Jazz-Pianist

### B
- Giacomo Babini (1929–2021), italienischer Geistlicher, römisch-katholischer Bischof von Grosseto
- Giacomo Badoaro (1602–1654), italienischer Librettist und Politiker der Republik Venedig
- Giacomo Balla (1871–1958), italienischer Maler des Futurismus
- Giacomo Balzarini (* 1968), Schweizer Manager
- Giacomo Barabino (1928–2016), römisch-katholischer Bischof von Ventimiglia-San Remo
- Giacomo Barozzi da Vignola (1507–1573), italienischer Architekt des Barock
- Giacomo Bassi (1886–1968), italienischer Beamter
- Giacomo Battiato (* 1943), italienischer Regisseur und Drehbuchautor
- Giacomo Bazzan (1950–2019), italienischer Radrennfahrer
- Giacomo Becattini (1927–2017), italienischer Wirtschaftswissenschaftler
- Giacomo Beltrami (um 1130–1180), italienischer Patrizier und Konsul der Stadt Asti
- Giacomo Beltrami (1779–1855), italienischer Forschungsreisender
- Giacomo Beltritti (1910–1992), Lateinischer Patriarch von Jerusalem
- Giacomo Benvenuti (1885–1943), italienischer Musikwissenschaftler und -herausgeber, Komponist und Organist
- Giacomo Beretta (* 1992), italienischer Fußballspieler
- Giacomo Bezzi (* 1963), italienischer Politiker
- Giacomo Biffi (1928–2015), Kardinal und Erzbischof von Bologna
- Giacomo Bini (1938–2014), italienischer Ordenspriester und 118. Generalminister des Franziskanerordens (1997–2003)
- Giacomo Bonaventura (* 1989), italienischer Fußballspieler
- Giacomo Boncompagni (1548–1612), italienischer Feudalherr des Frühbarock
- Giacomo Boncompagni (1652–1731), italienischer Geistlicher, Erzbischof und Kardinal der Römischen Kirche
- Giacomo Boni (1859–1925), italienischer Archäologe
- Giacomo Bove (1852–1887), italienischer Seefahrer und Forschungsreisender
- Giacomo Bozzano (1933–2008), italienischer Boxer
- Giacomo Bresadola (1847–1929), italienischer Geistlicher und Mykologe
- Giacomo Luigi Brignole (1797–1853), italienischer Geistlicher, Kurienkardinal der römisch-katholischen Kirche
- Giacomo Maria Brignole (1724–1801), von 1796 bis 1797 der letzte Doge der Republik Genua
- Giacomo Brodolini (1920–1969), italienischer Politiker
- Giacomo Bulgarelli (1940–2009), italienischer Fußballspieler, -funktionär und TV-Kommentator

### C
- Giacomo Caliendo (1942–2025), italienischer Politiker
- Giacomo Caliri (* 1940), italienischer Konstrukteur von Rennwagen und Aerodynamiker
- Giacomo Campiotti (* 1957), italienischer Drehbuchautor und Filmregisseur
- Giacomo Candido (~1566–1608), römisch-katholischer Bischof von Lacedonia
- Giacomo Cantelmo (1645–1702), italienischer Kardinal
- Giacomo Carboni (1889–1973), italienischer Armeegeneral
- Giacomo Capuzzi (1929–2021), italienischer Geistlicher, Bischof von Lodi
- Giacomo Carissimi (1605–1674), italienischer Komponist
- Giacomo Casanova (1725–1798), italienischer Schriftsteller und Abenteurer
- Giacomo Cattani (1823–1887), vatikanischer Diplomat, Kardinal und Erzbischof von Ravenna
- Giacomo della Chiesa, bürgerlicher Name von Benedikt XV. (1854–1922), Papst
- Giacomo Chizzola (1502–1586), brescianer Humanist
- Giacomo Luigi Ciamician (1857–1922), italienischer Chemiker
- Giacomo Ciarrapico (* 1970), italienischer Filmregisseur
- Giacomo Colonna (≈1250–1318), italienischer Adliger und Geistlicher
- Giacomo Conti (1754–1805), italienischer Violinist und Komponist
- Giacomo Conti (1813–1888), italienischer Maler
- Giacomo Antonio Corbellini (1674–1742), italienischer Stuckateur und Marmorierer
- Giacomo Corneo (* 1963), italienischer Wirtschaftswissenschaftler
- Giacomo Antonio Cortusi (1513–1603), italienischer Botaniker
- Giacomo Costamagna (1846–1921), italienischer Ordenspriester, römisch-katholischer Titularbischof und Apostolischer Vikar in Ecuador
- Giacomo Cozzarelli (1453–1515), italienischer Architekt, Bildhauer, Bronzegießer und Maler

### D
- Giacomo Dalla Torre del Tempio di Sanguinetto (1944–2020), 80. Großmeister des Malteserordens
- Giacomo David (1750–1830), italienischer Opernsänger (Tenor)
- Giacomo Debenedetti (1901–1967), italienischer Literaturkritiker und Schriftsteller
- Giacomo De Martino (1868–1957), italienischer Diplomat und Politiker
- Giacomo Devoto (1897–1974), italienischer Linguist, Romanist und Lexikograf
- Giacomo Di Benedetto (* 1966), italienischer Jazz- und Popsänger
- Giacomo Di Chirico (1844–1883), italienischer Maler
- Giacomo del Duca (1520–1604), italienischer Architekt und Bildhauer
- Giacomo Durando (1807–1894), italienischer General und Staatsmann
- Giacomo Durazzo (1717–1794), italienischer Diplomat, Theaterintendant und Kunstmäzen

### F
- Giacomo Facchini (1897–?), brasilianischer Fußballnationalspieler italienischer Abstammung
- Giacomo Facco (1676–1753), italienischer Violinist, Kapellmeister und Komponist des Spätbarock
- Giacomo Fauser (1892–1971), italienischer Ingenieur und Chemiker
- Giacomo Finetti (≈1605–1631), italienischer Komponist des Frühbarock
- Giacomo Fontana (1710–1773), polnischer Architekt des Barocks
- Giacomo Filippo Fransoni (1775–1856), italienischer Bischof und Kardinal und Präfekt der Kongregation De Propaganda Fide
- Giacomo Furia (1925–2015), italienischer Schauspieler und Drehbuchautor

### G
- Giacomo Gaggini (1517–1598), Bildhauer der Renaissance auf Sizilien
- Giacomo Gaglione (1896–1962), italienisches Mitglied der Franziskanischen Gemeinschaft
- Giacomo Gates (* 1950), US-amerikanischer Jazz-Sänger und Pianist
- Giacomo Gentilomo (1909–2001), italienischer Filmregisseur
- Giacomo Giordano (≈1591–1661), italienischer Benediktiner und römisch-katholischer Bischof
- Giacomo Giustiniani (1769–1843), italienischer Kurienkardinal
- Giacomo Gorzanis (* um 1520/25; † zwischen 1575 und 1579), italienischer Lautenist und Komponist

### K
- Giacomo Kratter (* 1982), italienischer Snowboarder

### L
- Giacomo Lanzetti (* 1942), römisch-katholischer Bischof von Alba
- Giacomo Lauri-Volpi (1892–1979), italienischer Tenor
- Giacomo da Lentini (≈1210–1260), Erfinder des Sonetts
- Giacomo Leone (* 1971), italienischer Langstreckenläufer
- Giacomo Leoni (1686–1746), italienischer Architekt des Georgianischen Stils
- Giacomo Leopardi (1798–1837), italienischer Dichter, Essayist und Philologe
- Giacomo Lercaro (1891–1976), Erzbischof von Bologna und Kardinal
- Giacomo Lo Verde (fl. 1619–1649), italienischer Maler der Barock auf Sizilien
- Giacomo Losi (1935–2024), italienischer Fußballspieler und -trainer
- Giacomo Angelo Lotti (1784–1850), Schweizer Anwalt und Tessiner Gross- und Staatsrat
- Giacomo Francesco Lotti (1759–1814), Schweizer Richter und Tessiner Politiker
- Giacomo Lubrano (1619–1693), italienischer Jesuitenpater und Prediger
- Giacomo Lumbroso (1844–1925), italienischer Ägyptologe und Papyrologe

### M
- Giacomo Manzoni (* 1932), italienischer Komponist und Musikpädagoge
- Giacomo Manzù (1908–1991), italienischer Bildhauer, Medailleur, Grafiker und Zeichner
- Giacomo Filippo Maraldi (1665–1729), französisch-italienischer Astronom und Mathematiker
- Giacomo Mari (1924–1991), italienischer Fußballspieler und -trainer
- Giacomo Matteotti (1885–1924), italienischer Politiker
- Giacomo Medici (1817–1882), italienischer General und Politiker
- Giacomo Medici, italienischer Antikenhändler und Kunsträuber
- Giacomo Meyerbeer (1791–1864), deutscher Komponist und Dirigent
- Giacomo Minutoli (1765–1827), italienischer Architekt des Klassizismus auf Sizilien
- Giacomo Monico (1776–1851), italienischer Kardinal
- Giacomo Monzino (1772–1854), italienischer Gitarrist, Komponist und Instrumentenbauer
- Giacomo Antonio Morigia (1633–1708), italienischer Theologe, Bischof und Kardinal
- Giacomo Murato (≈1563–?), kaiserlicher Steinmetzmeister und Bildhauer der Renaissance

### N
- Giacomo Nani (1725–1797), Admiral und Politiker der Republik Venedig
- Giacomo Neri (1916–2010), italienischer Fußballspieler und -trainer
- Giacomo Nizzolo (* 1989), italienischer Bahn- und Straßenradrennfahrer

### O
- Giacomo Oddi (1679–1770), italienischer Geistlicher, Diplomat des Heiligen Stuhls, Bischof und Kardinal der Römischen Kirche
- Giacomo Orefice (1865–1922), italienischer Pianist und Komponist
- Giacomo Orsini (um 1350–1379), italienischer Kardinal der Römischen Kirche
- Giacomo Guido Ottonello (* 1946), römisch-katholischer Erzbischof und vatikanischer Diplomat

### P
- Giacomo Pacchiarotti (* 1474; † 1539 oder 1540) war ein italienischer Maler
- Giacomo Palearo (1520–1586), Architekt und Militäringenieur
- Giacomo Pergamini (1531–1615), italienischer Lexikograf und Grammatiker
- Giacomo Antonio Perti (1661–1756), italienischer Kirchenmusiker und Komponist
- Giacomo Pes di Villamarina (1750–1827), General und Vizekönig des Königreiches Sardinien-Piemont
- Giacomo Pesce, italienischer Priester des Passionisten-Ordens, religiöser Autor und Filmregisseur
- Giacomo Petrobelli (* 1975), italienischer Banker und Autorennfahrer
- Giacomo Piccolomini (1795–1861), italienischer Kardinal
- Giacomo Piperno (* 1940), italienischer Schauspieler
- Giacomo del Pò (1654–1726), italienischer Maler des Spätbarock
- Giacomo Poretti (* 1956), italienischer Komiker, Schauspieler und Filmregisseur
- Giacomo Porfida († 1480), italienischer römisch-katholischer Bischof
- Giacomo della Porta (≈1532–1602), italienischer Architekt und Bildhauer
- Giacomo Puccini (1712–1781), italienischer Komponist und Organist, siehe Jacopo Puccini
- Giacomo Puccini (1858–1924), italienischer Komponist

### Q
- Giacomo Quarenghi (1744–1817), italienischer Architekt und Maler

### R
- Giacomo Raffaelli (1753–1836), italienischer Mosaikkünstler
- Giacomo Ricci (* 1985), italienischer Teammanager im Motorsport und ehemaliger Automobilrennfahrer
- Giacomo Rizzolatti (* 1937), italienischer Neurophysiologe
- Giacomo Robustelli (≈ 1583–1646), Führer der spanischen Partei im Veltlin während der Bündner Wirren zwischen 1618 und 1639
- Giacomo Santiago Rogado (* 1979), Schweizer Maler spanisch-italienischer Herkunft
- Giacomo Rossi Stuart (1925–1994), italienischer Schauspieler
- Giacomo Russo (1937–1967), italienischer Automobilrennfahrer und Formel-1-Pilot

### S
- Giacomo Giuseppe Saratelli (1714–1762), in Venedig tätiger Musiker und Komponist
- Giacomo Savelli, bürgerlicher Name von Honorius IV. (≈1210–1287), Papst
- Giacomo Savelli (1523–1587), italienischer Kardinal
- Giacomo Serpotta (1656–1732), italienischer Bildhauer und Dekorateur des Barock
- Giacomo Setaccioli (1868–1925), italienischer Komponist und Musikpädagoge
- Giacomo Simonetta (1475–1539), Kardinal
- Giacomo Sinibaldi (1766–1843), italienischer Kurienerzbischof
- Giacomo Sinibaldi (1856–1928), italienischer Kurienbischof
- Giacomo Spazzio (um 1590–1654), Architekt, Baumeister und Wiener Bürger
- Giacomo Stratta, italienischer Radrennfahrer

### T
- Giacomo Tedesco (* 1976), italienischer Fußballspieler
- Giacomo Testa (1909–1962), römisch-katholischer Erzbischof und vatikanischer Diplomat
- Giacomo Thüs (* 1987), deutscher E-Sportler
- Giacomo Tomassi-Caetani († 1300), Kardinal
- Giacomo Torelli (1608–1678), italienischer Maler, Architekt und Bühnenbildner des Barock
- Giacomo Tritto (1733–1824), italienischer Komponist und Musikpädagoge

### V
- Giacomo Villa (* 2002), italienischer Radrennfahrer
- Giacomo Violardo (1898–1978), italienischer Kurienerzbischof und Kardinal
- Giacomo Vrioni (* 1998), albanisch-italienischer Fußballspieler

### Z
- Giacomo Zanella (1820–1888), italienischer Lyriker und Literaturhistoriker
- Giacomo Zanoni (1615–1682), italienischer Botaniker
- Giacomo Zappacosta (* 1988), italienischer Fußballspieler